# Rupi Endurance
Le rupi Endurance sono una serie di picchi e pareti rocciose situate nella regione meridionale della dorsale dei Geologi, situata nella Terra di Oates, in particolare in corrispondenza della costa di Shackleton. Questa serie di rupi è disposta in direzione nord-sud e si estende in questa direzione per circa 18 km, affacciandosi verso est, e quindi sul flusso del ghiacciaio Nimrod, e arrivando all'altezza massima di 2309 m s.l.m. in corrispondenza della vetta del monte Summerson.

## Storia
Avvistate per la prima volta dai membri della squadra settentrionale della spedizione neozelandese di ricognizione antartica svolta nel periodo 1961-62, le rupi Endurance sono state così battezzate dai membri della stessa squadra in onore della spedizione Endurance, condotta negli anni 1914-1917 e comandata da Ernest Shackleton.